# Сігер Брабантський
Сі́ґер Браба́нтський (лат. Sigerius de Brabantia; близько 1235/1240, Брабант — 1284, Орв'єто) — французький філософ, магістр, пізніше професор факультету мистецтв Паризького університету, засновник артистичного факультету Паризького університету, засновник західноєвропейського (т. зв. «латинського») аверроїзму. Автор трактатів і коментарів до «Фізики», «Метафізики» та інших творів Аристотеля, представник радикального аристотелізму
Сігер вважав, що істина раціонального знання може суперечити істині релігійного одкровення. Він визнавав існування Бога як першопричини, заперечував творіння з нічого, вважав, що світ «співвічний» Богові. Сігер прийшов до висновку про вічність і несотворність світу, вважаючи, що Бог є першорушієм, але не творцем сущого, заперечував безсмертя індивідуальної душі людини, відстоював пріоритет розуму. Центральним у доктрині Сігера Брабантського було вчення про єдиний, універсальний розум — загальний для всього людства.
Він був прозваний сучасниками «Великим». Погляди Сігера Брабантського були засуджені Альбертом Великим, Томою Аквінським (див. трактат «Про єдиний розум проти аверроїстів») та ін. Сігер неодноразово (1270 і 1277 рр.) викликався до папського двору в Римі й зрештою, був відданий до суду інквізиції, під час слідства убитий особистим секретарем. Філософські погляди Сігера Брабантського відбивали опозицію бюргерства феодального світу.

## Трактати
- «Про розумну душу»
- «Про вічність світу»
- «Неможливе»
- «Про необхідність і взаємозв'язок причин»